# Société du papier linge
La Société du papier linge est une société française créée par la papeterie Darblay, Essonnes, en 1946 pour commercialiser un essuie-tout et des mouchoirs en ouate de cellulose. La marque Sopalin (acronyme formé par contraction des premières lettres de la raison sociale : « So-pa-lin ») est devenue notoire en ce qui concerne les essuie-tout et a acquis une grande renommée depuis son dépôt le 28 février 1948 à l'INPI. Elle est couramment utilisée par antonomase pour désigner n'importe quelle marque d'essuie-tout en papier.
Le Sopalin connaît un réel succès auprès des familles françaises, ce qui nécessite une extension des unités de production implantées à Essonnes et Villabé.
En 1958, avec l’aide d’une société américaine, les Darblay envisagent la construction d’une nouvelle machine avant que le ministre de l’Industrie et du Commerce de l’époque s’y oppose pour cause de décentralisation[réf. nécessaire]. C’est finalement à Sotteville, près de Rouen (Seine-Maritime), que le Sopalin continue à être fabriqué par le groupe Kimberly-Clark, acteur américain qui prend en France le nom de Kimberley Clark Sopalin.
En 2010, Kimberly-Clark vend les marques Sopalin et Le Trèfle au groupe italien Délipapier, qui prend le nom de Sofidel le 6 octobre 2016.
La marque est la propriété de la société italienne Soffass (Porcari).
Elle est exploitée par la société Sofidel France, qui continue de produire du « Sopalin » dans son usine de Frouard, en Meurthe-et-Moselle,.